# Stuart Symington
William Stuart Symington, född 26 juni 1901 i Amherst i Massachusetts, död 14 december 1988 i New Canaan i Connecticut, var en amerikansk demokratisk politiker och affärsman. Han var USA:s flygvapenminister 1947-1950 och senator för Missouri 1953-1976.

## Biografi
Symington utexaminerades 1923 från Yale University. Han var verkställande direktör i Rustless Iron and Steel Corporation 1935-1937 och verkställande direktör i Emerson Electric Company 1938-1945. Emerson blev under Symingtons ledarskap världens största tillverkare av kanontorn för flygplan.
Symington var den första att utses till USA:s flygvapenminister, efter att USA:s flygvapen blev en egen försvarsgren, från att ha varit en del av armén, i och med National Security Act of 1947. Som flygvapenminister råkade han ofta i konflikt med försvarsminister James Forrestal. Den största konflikten kom dock från officerare i USA:s flotta, som anklagade Symington för korruption i den försvarspolitiska strid som kallas för amiralernas revolt. Symington rentvåddes och anklagelserna slog dock tillbaka på flottan. Symington avgick under 1950 som flygvapenminister i protest mot att det inte fanns, enligt honom, tillräckligt med anslag beviljade för flygvapnet i statsbudgeten.
Symington blev 1952 invald i senaten för delstaten Missouri. Han omvaldes 1958, 1964 och 1970. Han kandiderade inte i 1976 års kongressval och avgick 27 december 1976 så att efterträdaren John Danforth kunde stå före i senioritet de andra kollegor som blev invalda i det valet men tillträdde först efter årsskiftet.
Symington var en av de primärvalskandidater som förlorade demokraternas nominering till John F. Kennedy i presidentvalet i USA 1960. Symington stöddes av Harry S. Truman.
Han är begravd inne i Washington National Cathedral i Washington DC.